# Galium andringitrense
Galium andringitrense là một loài thực vật có hoa trong họ Thiến thảo. Loài này được Homolle ex Puff mô tả khoa học đầu tiên năm 1982.